# DB 430 sorozat

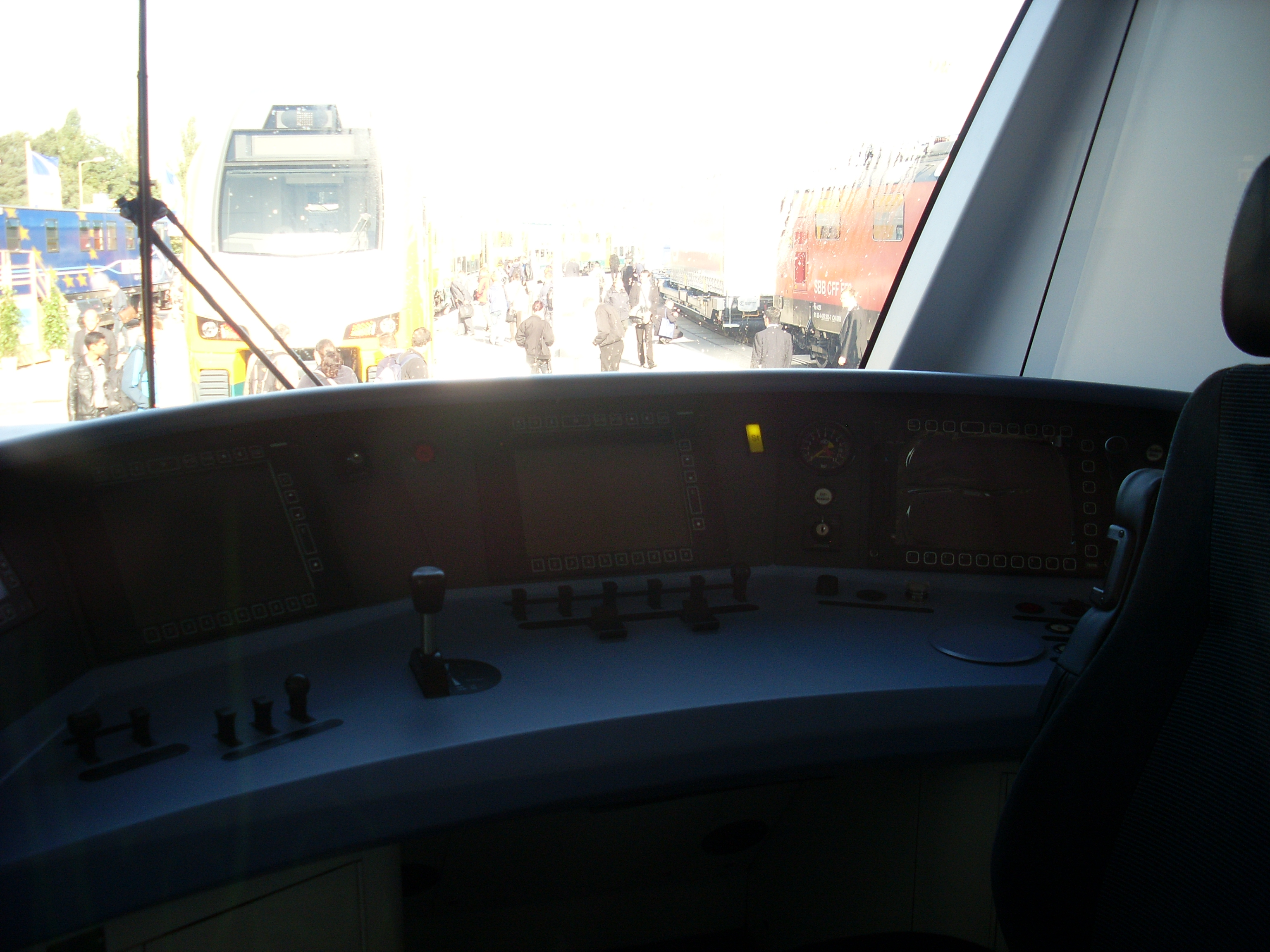
A motorvonat vezetőállása

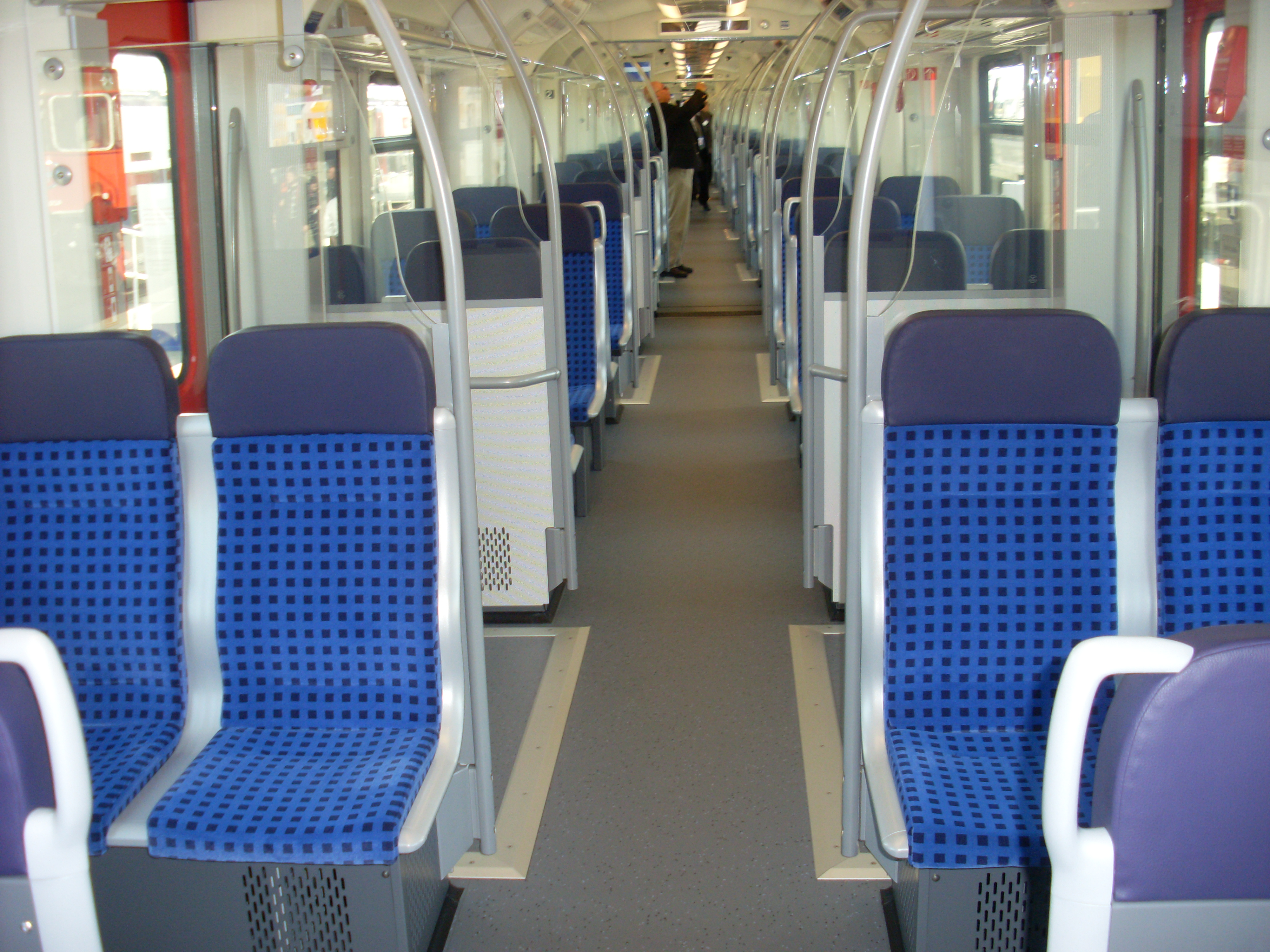
A motorvonat utastere

A DB 430 sorozat egy német Bo'(Bo')(2')(Bo')Bo' tengelyelrendezésű villamosmotorvonat-sorozat.

## Története
A Bombardier Transportation és az Alstom Transport 83 darab ET 430 sorozatú négykocsis villamos motorvonat szállítására vonatkozó megrendelést nyert el a DB Regio-tól. A szerződés értéke mintegy 452 millió euró, amelyből az Alstom részesedése körülbelül 112 millió euró. A szerződés tartalmazott egy további 83 motorvonatra szóló opciót is.
A járművek szállítására 2012 február és december között került sor, üzemeltetésüket a DB Regio végzi a stuttgarti S-Bahn hálózatának napi 330 000 utast szállító 6 elővárosi vonalán.
Az új motorvonatok energiahatékonysága akár 40%-kal magasabb, mint a jelenleg használt DB 420 sorozaté. Az új járművek rendelkeznek környezetbarát villamos fékrendszerrel, amelyek képesek a többletenergia visszatáplálására fékezéskor. Az egyes részegységek (pl. transzformátor, inverter) által kibocsátott hő felhasználható a jármű fűtésére, amely jelentős költség- és energia-megtakarítást jelent.
A négykocsis motorvonaton 24 elektromos működtetésű lengő-tolóajtó található, mindegyikük áthidaló lemezzel a minél biztonságosabb le- és felszállás érdekében. A jármű széles közlekedőfolyosói és a könnyen megközelíthető átjárók lehetővé teszik a kocsik közötti kényelmes, egyszerű és biztonságos utasáramlást. Az ülések háttámlája feletti bőséges hely biztosítja a jármű átláthatóságát teljes hosszában. Ez a magas fokú áttekinthetőség, valamint a kocsinként négy biztonsági kamera erősíti az utasbiztonságot. A fedélzeti kijelzők valós idejű vasúti közlekedési információt adnak.
A kitűnően gyorsuló motorvonatok maximális sebessége 140 km/h. A járműveket a legújabb EU direktívák - Interoperabilitási műszaki specifikáció (TSI), Hozzáférhetőség mozgáskorlátozottak számára (TSI PRM) és Biztonság az alagutakban (TSI SRT) - szerint tervezték meg. Figyelembe véve a jelenlegi törési követelményeket, a járművek igen magas biztonsági szintet biztosítanak.